# Nymphaea candida
Nymphaea candida C.Presl è una pianta acquatica della famiglia delle Ninfeacee, originaria dell'Eurasia; vive in bacini d'acqua dolce e fiorisce da luglio ad agosto.